# Tiga Raja
Tiga Raja is een bestuurslaag in het regentschap Simalungun van de provincie Noord-Sumatra, Indonesië. Tiga Raja telt 1828 inwoners (volkstelling 2010).